# Bill Pullman
William James Pullman (Hornell, 17 dicembre 1953) è un attore statunitense.

## Biografia
È di origini inglesi, olandesi, scozzesi e nordirlandesi.
Sesto di sette figli di Johanna Blaas, infermiera, e James Pullman, medico, Bill Pullman è sposato dal 1987 con la ballerina Tamara Hurwitz, da cui ha avuto tre figli: Maesa (1988), Jack (1989) e Lewis (1993). Pur avendo lavorato in film di Wes Craven e David Lynch, Pullman è noto soprattutto per ruoli in pellicole di grande successo commerciale, come il personaggio di Stella Solitaria in Balle spaziali (1987), ma soprattutto per quello che lo ha reso famoso nel mondo, cioè il ruolo del presidente Thomas J. Whitmore nel kolossal hollywoodiano Independence Day (1996), oltre che nel suo seguito Independence Day - Rigenerazione (2016).
È conosciuto anche per le molteplici interpretazioni in film indipendenti, quali Il serpente e l'arcobaleno (1988) e Strade perdute (1997).
Dopo aver recitato in teatro nei primi anni della sua carriera, tra le varie interpretazioni cinematografiche di Pullman spiccano quella del padre di Christina Ricci in Casper e quella del giudice Crane in The Guilty - Il colpevole. Nel 2013 torna alle origini interpretando per l'ennesima volta il Presidente degli Stati Uniti d'America, questa volta nella serie TV 1600 Penn.

## Filmografia

### Cinema
- Per favore, ammazzatemi mia moglie (Ruthless People), regia di Jim Abrahams, David Zucker e Jerry Zucker (1986)
- Balle spaziali (Spaceballs), regia di Mel Brooks (1987)
- Il serpente e l'arcobaleno (The Serpent and the Rainbow), regia di Wes Craven (1988)
- Turista per caso (The Accidental Tourist), regia di Lawrence Kasdan (1988)
- Cold Feet - Piedi freddi (Cold Feet), regia di Robert Dornhelm (1989)
- Gli angeli volano basso (Bright Angel), regia di Michael Fields (1990)
- Scappatella con il morto (Sibling Rivalry), regia di Carl Reiner (1990)
- Brain Dead, regia di Adam Simon (1990)
- Un sommergibile tutto matto (Going Under), regia di Mark W. Travis (1991)
- Liebestraum, regia di Mike Figgis (1991)
- Un labirinto pieno di guai (Nervous Ticks), regia di Rocky Lang (1992)
- Gli strilloni (Newsies), regia di Kenny Ortega (1992)
- Ragazze vincenti (A League of Their Own), regia di Penny Marshall (1992)
- Singles - L'amore è un gioco (Singles), regia di Cameron Crowe (1992)
- Sommersby, regia di Jon Amiel (1993)
- Insonnia d'amore (Sleepless in Seattle), regia di Nora Ephron (1993)
- Malice - Il sospetto (Malice), regia di Harold Becker (1993)
- Mr. Jones, regia di Mike Figgis (1993)
- A letto con l'amico (The Favor), regia di Donald Petrie (1994)
- Wyatt Earp, regia di Lawrence Kasdan (1994)
- L'ultima seduzione (The Last Seduction), regia di John Dahl (1994)
- Un amore tutto suo (While You Were Sleeping), regia di Jon Turteltaub (1995)
- Casper, regia di Brad Silberling (1995)
- Un marito quasi perfetto (Mr.Wrong), regia di Nick Castle (1996)
- Independence Day, regia di Roland Emmerich (1996)
- Strade perdute (Lost Highway), regia di David Lynch (1997)
- Crimini invisibili (The End of Violence), regia di Wim Wenders (1997)
- Zero Effect, regia di Jake Kasdan (1998)
- C'è posta per te, regia di Nora Ephron (1998)
- Lake Placid, regia di Steve Miner (1999)
- Bangkok, senza ritorno (Brokedown Palace), regia di Jonathan Kaplan (1999)
- History Is Made at Night, regia di Ilkka Järvi-Laturi (1999)
- The All New Adventures of Laurel & Hardy in For Love or Mummy, regia di Paul Weiland (1999)
- The Guilty - Il colpevole (The Guilty), regia di Anthony Waller (2000)
- Magic Numbers - Numeri magici (Lucky Numbers), regia di Nora Ephron (2000)
- Ignition - Dieci secondi alla fine (Ignition), regia di Yves Simoneau (2001)
- Igby (Igby Goes Down), regia di Burr Steers (2002)
- La grande sfida (29 Palms), regia di Leonardo Ricagni (2002)
- The Grudge, regia di Takashi Shimizu (2004)
- Dear Wendy, regia di Thomas Vinterberg (2005)
- The Orphan King, regia di Andrew Wilder (2005)
- Alien Autopsy, regia di Jonny Campbell (2006)
- Scary Movie 4, regia di David Zucker (2006)
- You Kill Me, regia di John Dahl (2007)
- Nobel Son - Un colpo da Nobel (Nobel Son), regia di Randall Miller (2007)
- Your Name Here, regia di Matthew Wilder (2008)
- Surveillance, regia di Jennifer Lynch (2008)
- Napa Valley - La grande annata (Bottle Shock), regia di Randall Miller (2008)
- Phoebe in Wonderland, regia di Daniel Barnz (2008)
- The Killer Inside Me, regia di Michael Winterbottom (2010)
- Bringing Up Bobby, regia di Famke Janssen (2011)
- Lola Versus, regia di Daryl Vein (2012)
- Red Sky, regia di Mario Van Peebles (2014)
- Cymbeline, regia di Michael Almereyda (2014)
- The Equalizer - Il vendicatore (The Equalizer), regia di Antoine Fuqua (2014)
- American Ultra, regia di Nima Nourizadeh (2015)
- Independence Day - Rigenerazione (Independence Day: Resurgence), regia di Roland Emmerich (2016)
- Cognati per caso (Brother Nature), regia di Oz Rodriguez e Matt Villines (2016)
- LBJ, regia di Rob Reiner (2016)
- La battaglia dei sessi (Battle of the Sexes), regia di Jonathan Dayton e Valerie Faris (2017)
- Trouble, regia di Theresa Rebeck (2017)
- The Equalizer 2 - Senza perdono (The Equalizer 2), regia di Antoine Fuqua (2018)
- Vice - L'uomo nell'ombra (Vice), regia di Adam McKay (2018)
- Cattive acque (Dark Waters), regia di Todd Haynes (2019)
- A mente fredda (The Coldest Game), regia di Łukasz Kośmicki (2019)
- L'assistente della star (The High Note), regia di Nisha Ganatra (2020)

### Televisione
- Pazze d'amore (Crazy in Love), regia di Martha Coolidge – film TV (1992)
- Fallen Angels – serie TV, episodio 2x05 (1995)
- Mistrial, regia di Heywood Gould – film TV (1996)
- Il virginiano (The Virginian), regia di Bill Pullman – film TV (2000)
- Tiger Cruise - Missione crociera (Tiger Cruise), regia di Duwayne Dunham – film TV (2004)
- Revelations – miniserie TV, 6 puntate (2005)
- Law & Order - Unità vittime speciali (Law & Order: Special Victims Unit) – serie TV, episodio 9x16 (2008)
- Torchwood – serie TV, 8 episodi (2011)
- Too Big to Fail - Il crollo dei giganti (Too Big to Fail), regia di Curtis Hanson – film TV (2011)
- 1600 Penn – serie TV, 13 episodi (2013)
- The Sinner – serie TV, 32 episodi (2017-2021)
- Halston – miniserie TV (2021)
- Murdaugh Murders: The Movie – miniserie TV, 2 puntate (2023)

## Teatro
- La capra o chi è Sylvia? di Edward Albee, regia di David Esbjornson. John Golden Theatre di Broadway (2002)
- La signora amava le rose di Frank D. Gilroy, regia di Leonard Foglia. Kennedy Center di Washington (2006)
- Storia dello zoo di Edward Albee, regia di Pam MacKinnon. Second Stage Theatre dell'Off Broadway (2007)
- Oleanna di David Mamet, regia di Doug Hughes. Mark Taper Forum di Los Angeles, John Golden Theatre di Broadway (2009)
- The Other Place di Sharr White, regia di Joe Mantello. Samuel J. Friedman Theatre di Broadway (2012)
- Erano tutti miei figli di Arthur Miller, regia di Jeremy Herrin. Old Vic di Londra (2019)
- Mad House di Theresa Rebeck, regia di Moritz von Stuelpnagel. Ambassadors Theatre di Londra (2022)

## Doppiatori italiani
Nelle versioni in italiano delle opere in cui ha recitato, Bill Pullman è stato doppiato da:
- Sandro Acerbo in Balle spaziali, Insonnia d'amore, A letto con l'amico, Wyatt Earp, Independence Day - Rigenerazione
- Vittorio De Angelis in Ragazze vincenti, Mr. Jones, Lake Placid, Revelations, 1600 Penn
- Carlo Valli in Malice - Il sospetto, Casper, Strade perdute, Magic Numbers - Numeri fortunati, Halston
- Marco Mete in The Equalizer - Il vendicatore, La battaglia dei sessi, The Sinner, The Equalizer 2 - Senza perdono, Le meraviglie del parco di Yellowstone
- Roberto Chevalier in Scappatella con il morto, Un labirinto pieno di guai, Un marito quasi perfetto, The Grudge
- Antonio Sanna in Un amore tutto suo, Mistrial, Bangkok, senza ritorno, Tiger Cruise - Missione crociera
- Massimo Rossi in Ignition - Dieci secondi alla fine, Torchwood, Lola Versus, Cognati per caso
- Fabrizio Pucci in Gli strilloni, Singles - L'amore è un gioco, The Killer Inside Me
- Francesco Prando in Igby, Scary Movie 4, Too Big to Fail - Il crollo dei giganti
- Sergio Di Stefano in Law & Order - Unità vittime speciali, The Guilty - Il colpevole, Alien Autopsy
- Francesco Pannofino in Il serpente e l'arcobaleno, Crimini invisibili
- Paolo Bessegato in L'ultima seduzione, A mente fredda
- Pasquale Anselmo in Dear Wendy, Surveillance
- Fabrizio Temperini in Nobel Son - Un colpo da Nobel, American Ultra
- Luciano Roffi in Per favore, ammazzatemi mia moglie
- Massimo Giuliani in Turista per caso
- Mario Cordova in Pazze d'amore
- Massimo Rinaldi in Sommersby
- Tonino Accolla in Independence Day
- Angelo Maggi in Il virginiano
- Gino La Monica in Night Visions
- Oliviero Corbetta in Zero Effect
- Maurizio Reti in Phoebe in Wonderland
- Sergio Lucchetti in Peacock
- Paolo Buglioni in Red Sky
- Stefano De Sando in Cattive acque
- Pino Insegno in L'assistente della star

Da doppiatore è sostituito da:
- Roberto Pedicini in Titan A.E.